# For Emma, Forever Ago
| Đánh giá chuyên môn | Đánh giá chuyên môn |
| Điểm trung bình     | Điểm trung bình     |
| Nguồn               | Đánh giá            |
| ------------------- | ------------------- |
| Metacritic          | 88/100              |
| Nguồn đánh giá      |                     |
| Nguồn               | Đánh giá            |
| AllMusic            | [ 2 ]               |
| The A.V. Club       | A–                  |
| The Guardian        | [ 4 ]               |
| MSN Music           | C+                  |
| The Observer        | [ 6 ]               |
| Pitchfork Media     | 8.1/10              |
| Q                   | [ 1 ]               |
| Rolling Stone       | [ 8 ]               |
| Spin                | [ 9 ]               |
| Uncut               | [ 10 ]              |

For Emma, Forever Ago là album phòng thu đầu tay của ban nhạc tới từ Wisconsin, Bon Iver. Sản phẩm ban đầu được tự sản xuất vào năm 2007, sau đó được hãng đĩa Jagjaguwar phát hành vào tháng 2 năm 2007 tại Mỹ, và hãng 4AD phát hành vào tháng 5 năm 2008 tại Anh. Album nhận được rất nhiều đánh giá tích cực, xuất hiện trong các bảng xếp hạng xuất sắc nhất của năm theo kèm là vô số giải thưởng.

## Danh sách ca khúc
Tất cả các ca khúc được viết bởi Justin Vernon.
| STT | Nhan đề                     | Thời lượng |
| --- | --------------------------- | ---------- |
| 1.  | "Flume"                     | 3:39       |
| 2.  | "Lump Sum"                  | 3:21       |
| 3.  | "Skinny Love"               | 3:59       |
| 4.  | "The Wolves (Act I and II)" | 5:22       |
| 5.  | "Blindsided"                | 5:29       |
| 6.  | "Creature Fear"             | 3:06       |
| 7.  | "Team"                      | 1:57       |
| 8.  | "For Emma"                  | 3:41       |
| 9.  | "Re: Stacks"                | 6:41       |

| iTunes bonus track | iTunes bonus track | iTunes bonus track |
| STT                | Nhan đề            | Thời lượng         |
| ------------------ | ------------------ | ------------------ |
| 10.                | "Wisconsin"        | 5:24               |

## Xếp hạng
| Bảng xếp hạng (2008)        | Vị trí cao nhất |
| --------------------------- | --------------- |
| U.S. Billboard 200          | 64              |
| U.S. Top Independent Albums | 4               |
| U.S. Top Heatseekers        | 1               |
| UK Albums Chart             | 42              |
| Ireland Albums Top 75       | 16              |
| Belgium Albums Top 50       | 20              |
| Dutch Albums Top 100        | 95              |

## Thành phần tham gia sản xuất
- Justin Vernon – hát chính, hát nền, guitar acoustic, guitar điện, bass, organ, trống, định âm, định âm điện, Mellotron, băng thâu.

Nghệ sĩ khách mời
- Christy Smith – trống và hát trong "Flume".
- John Dehaven – trumpet trong "For Emma".
- Randy Pingrey – trombone trong "For Emma".

Sản xuất
- Justin Vernon – kỹ thuật viên âm thanh.
- Nick Petersen – chỉnh âm.

Thiết kế
- Brian Moen – chỉ đạo nghệ thuật.
- Griszka Niewiadomski, Gilbert Vernon – chụp ảnh.
- Deb Sorge – chữ viết tay
- Daniel Murphy – thiết kế phông nền.